# Pregiudicati
Pregiudicati è un singolo del rapper italiano Gianni Bismark, realizzato in collaborazione con Izi e pubblicato il 4 gennaio 2019 per l'etichette Virgin Records e Universal Music.

## Tracce
1. Pregiudicati – 2:18